# 1117
1117 (MCXVII) je bilo navadno leto, ki se je po julijanskem koledarju začelo na ponedeljek.

## Dogodki

### Evropa
- 3. januar - Verono prizadane hud potres in uniči skoraj vso zgodnjesrednjeveško in antično arhitekturo. Škodo na zgradbah zabeležijo širom severne Italije.
- Češki vojvoda Vladislav I. formalno abdicira v korist brata Borživoja II., v resnici pa ohrani oblast.
- Upor meščanov galicijske prestolnice Santiago de Compostela, ki zahtevajo več komunske samouprave.
- Almoravidski sultan Ali ibn Jusuf opleni Coimbro.
- Islandski Althing prepove suženjstvo. Sužnji na Islandiji so bili večinoma irsko-keltskega izvora.
- Umrlega beneškega doža Ordelafa Faliera, ki je padel v boju z Madžari pri Zadru, nasledi Domenico Michele, 35. po seznamu beneških dožev.

### Ostali svet
- Bitka pri Filomelionu: hudo oboleli cesar Aleksej I. Komnen preide v boju proti sultanatu Rum v ofenzivo in zavzame velik del Anatolije. Rumski sultan Malik Šah sklene s cesarjem mir.
- Kazenska ekspedicija  jeruzalemskega kraljestva, ki jo vodi kralj Balduin I. proti Fatimidom v Egiptu. Križarji do tal porušijo pristanišče Pelusium. Kralj Balduin se med pohodom zastrupi s hrano in hudo zboli.
- Bitka pri Ghanzniju: seldžuška zmaga proti Gazvanidom, ki so proti Seldžukom že vsaj 70 let v defenzivi. Zmagovalec, seldžuški guverner Khorasana, de facto sultan Ahmad Sandžar nastavi marionetnega gazvanidskega vladarja.
- Latinski patriarh Arnulf iz Chocquesa po intervenciji papež Pashala II. razveljavi poroko med jeruzalemskim kraljem Balduinom I. in sicilsko grofinjo Adelasijo del Vasto. Adelasija se vrne na Sicilijo.

## Rojstva
- Humfrej II. Toronski, jeruzalemski dvornik, konstabl († 1179)
- Oton I. Wittelsbaški, bavarski vojvoda († 1183)

## Smrti
- 23. december - Ivo iz Chartesa, francoski cerkveni pravnik (* 1040)
- Anzelm iz Laona, francoski teolog, biblicist
- Gilbert Crispin, angleški teolog (* 1055)
- Ordelafo Faliero, 34. beneški dož